# Pleurophyllidiella paucidentata
Pleurophyllidiella paucidentata O'Donoghue, 1932 è un mollusco nudibranchio della famiglia Arminidae. È l'unica specie nota del genere Pleurophyllidiella.